# Museum Veluwezoom
Museum Veluwezoom is een museum voor beeldende kunst, gevestigd in Kasteel Doorwerth, in de gemeente Renkum. Het museum bezit vooral schilderijen en werken op papier van schilders die in de Veluwezoom hebben gewoond en gewerkt. Hiermee wordt de geschiedenis van verschillende kunstenaarsgroepen belicht.

## Collectie en thematiek
Museum Veluwezoom richt zich specifiek op drie periodes:
- De 'kunstenaarskolonie Oosterbeek' (circa 1840–1870), ook wel bekend als de 'Barbizon van het Noorden', met kunstenaars als Johannes Warnardus Bilders, diens zoon Gerard Bilders, Anton Mauve en Théophile de Bock.
- De kunstenaarsgroep 'Pictura Veluvensis' (1902–1935), met onder andere Xeno Münninghoff.
- De 'Oosterbeekse Beeldende Kunstenaars' en de 'Kunstenaarsvereniging Rhijn-Ouwe' (periode 1949–1961).

De collectie van het museum omvat zo'n duizend kunstwerken, voornamelijk schilderijen en werken op papier. Regelmatig worden er wisseltentoonstellingen georganiseerd. Daarnaast organiseert het museum lezingen, workshops en educatieve activiteiten.

## Geschiedenis
Het museum begon in 1986 als werkgroep binnen de Stichting Heemkunde Renkum. In 1994 werd het een zelfstandige stichting. Sindsdien is het museum gehuisvest in enkele tentoonstellingszalen van Kasteel Doorwerth. De tentoonstellingen worden volledig door vrijwilligers georganiseerd. Sinds 1997 is Museum Veluwezoom aangesloten bij euroArt, een Europese federatie van schilderskolonies.

### Gedwongen vertrek uit Kasteel Doorwerth
In 2024 werd bekend dat het museum weg moest uit Kasteel Doorwerth, omdat de eigenaar van het kasteel, Geldersch Landschap & Kasteelen, de huur per 1 juni 2026 opzegde. Daarom werd een nieuwe locatie gezocht. Het bestuur zette haar zinnen op de Concertzaal aan de Rozensteeg in Oosterbeek, maar dit ging zeer moeizaam. In maart 2025 werd een aanbestedingsprocedure aangekondigd voor de exploitatie van de Concertzaal.